# Planalto Central
Planalto Central è la denominazione abituale del grande altopiano che si estende tra gli stati brasiliani del Goiás, Minas Gerais e parzialmente per Tocantins, Mato Grosso e Mato Grosso do Sul. Il termine planalto central è spesso impiegato per designare lo spazio geografico nel quale si trova il Distrito Federal, più precisamente la capitale, Brasilia.
È una delle regioni in cui viene normalmente suddivisa la grande provincia ignea del Plateau brasiliano.